# Красуні (оповідання)
«Красуні» (рос. Красавицы) — оповідання А. П. Чехова, вперше опубліковане 1888 року.

## Історія та критика
Оповідання «Красуні» Антон Чехов написав 1888 року. Вперше його опубліковано 21 вересня того самого року в журналі «Новое время», № 4513 за підписом Ан. Чехов. Наступного року оповідання ввійшло до збірки «Між іншим», пізніше — до виданого А. Ф. Марксом зібрання творів А. П. Чехова.
Для збірки Чехов скоротив оповідання, прибравши уривок у якому вірменин докоряє дочці.
В оповіданні відбиті враження Чехова, який проїздив через вірменське село Великі Сали. За життя Чехова оповідання було перекладено німецькою.
Критик Лазарєв писав:
|  | Чарівна річ за мовою та за симпатичним описом. Психологічна риса — смуток при вигляді красунь — помічена напрочуд вірно». |

Альбов відносив оповідання «Красуні» до тих творів, де «відчувається глибока, прихована туга за ідеалом, якому немає місця на землі, туга за прихованою в житті красою, що повз неї байдуже проходять люди і яка гине, нікому не потрібна і ніким не оспівана».

## Сюжет
Оповідання «Красуні» складається з двох частин. Оповідь ведеться від першої особи. Одного разу влітку автор, ще коли був гімназистом, їхав кіньми з дідусем до Ростова-на-Дону. Вони зупинились у вірменському селі Баштани-Салах у знайомого дідуся, заможного вірменина. Дід почав із господарем розмову про вівці, толоку, випасання худоби, хлопчиком же від духоти і нудьги заволоділа «ненависть до степу, до сонця, до мух…» Під час розмови прислуга принесла тацю з посудом і самовар, а вірменин покликав: «Машя! Іди наливай чай! Де ти? Машя!» До кімнати прийшла його дочка, дівчина років шістнадцяти. Вона була одягнена в ситцеву сукню й білу хустину. За церемонією чаювання, автор подивився в обличчя дівчини й відчув, що на нього ніби налетів вітер, що здув задуху та нудьгу. Обличчя дівчини здалося йому чарівним і найпрекраснішим з тих, які він будь-коли бачив йому, які йому ввижались уві сні".
Чехов докладно змальовує зовнішню красу Маші, відзначає її правильні риси, волосся, очі, ніс, рот, шия, груди і всі рухи молодого тіла злилися разом в один цілісний, гармонійний акорд, в якому природа не помилилася на жодну найменшу рису".
Після частування дідусь уклався спати, а хлопчик вийшов з дому та спостерігав, як Маша з заклопотаним обличчям метушилась у дворі. Він ледве встигав крутити головою, щоб стежити за нею.
За таким заняттям непомітно пролетіли три години очікування, після чого автор із дідусем поїхали до міста. Їхній візник, хохол Карпо, дорогою згадував, яка у вірменина славна донька.
У другій частині зображено, як автор, уже студент, їхав навесні залізницею на південь. На одній зі станцій він вийшов з вагону прогулятися платформою. Серед пасажирів, які теж гуляли, він побачив молоду дівчину, років 17-18, одягнену в російський костюм. Дівчина була красунею. Секрет її краси полягав у «дрібних, нескінченно спритних рухах, в посмішці, у грі обличчя, в швидких поглядах на нас». Автор відчув те ж, що відчував колись у вірменському селі. Юнакові було шкода йти від красуні в задушливий вагон. Коли поїзд рушив, дівчина проводила очима поїзд і втекла в садок.

## Переклади українською
Оповідання «Красуні» увійшло до першого тому тритомного зібрання перекладів Чехова українською мовою, що вийшло 1930 року у видавництві Книгоспілка. Перекладач — Микола Зеров.